# Берри, Стив
Стив Берри (англ. Steve Berry, род. в 1955) — американский писатель, автор детективных и приключенческих романов, в прошлом адвокат.

## Биография
Стив Берри родился в 1955 году в США. Он — выпускник Юридической школы Уолтера Ф. Джорджа Университета Мерсер. Писать начал в 1990 году, но издательства долгое время отвергали его книги. Лишь в 2003 году был опубликован первый роман Берри «Проклятие Янтарной комнаты». К 2011 году по всему миру продано более 11 миллионов экземпляров его книг. Они переведены на 37 языков и изданы в 50 странах мира. В настоящее время Берри проживает в городе Сент-Огастин во Флориде.
Берри и его жена, Элизабет, являются основателями некоммерческой организации «Вопросы истории», помогающей сохранению исторического наследия.

### Серия Коттон Малоун
- 2006 — 1. Евангелие тамплиеров
- 2007 — 2. Александрийское звено
- 2007 — 3. Измена по-венециански
- 2008 — 4. Язык небес
- 2009 — 5. Парижская вендетта
- 2010 — 6. Гробница императора
- 2011 — 7. Шифр Джефферсона
- 2013 — 8. Ложь короля
- 2014 — 9. Миф Линкольна
- 2015 — 10. The Patriot Threat
- 2016 — 11. The 14th Colony
- 2017 — 12. The Lost Order
- 2018 — 13. The Bishop's Pawn